# Église San Lazzaro dei Mendicanti
L'église San Lazzaro dei Mendicanti est une église catholique de Venise, en Italie.

## Description

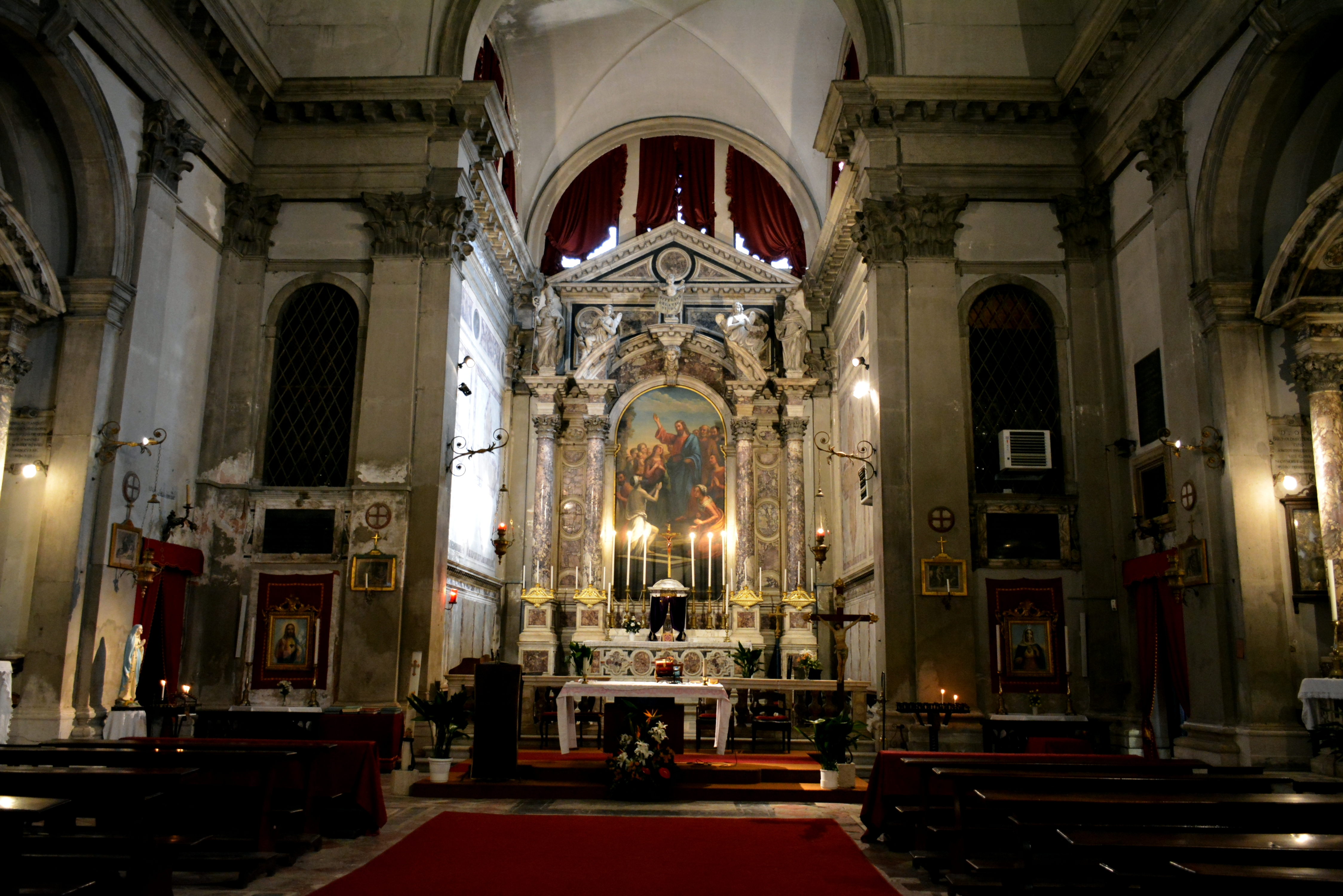
Le chœur et l'abside.

## Localisation
L'église San Lazzaro dei Mendicanti est située dans le sestiere de Castello.